# Bremisches Gesetz über das Halten von Hunden
Das Gesetz über das Halten von Hunden  – Hundegesetz (HuG BR) – ist ein deutsches Hundegesetz, das die Gefahren, die mit dem Halten und dem Führen von Hunden verbunden sind, abwehren und ihnen vorsorgend entgegenwirken soll. Das HuG BR wurde von der Bremischen Bürgerschaft am 2. Oktober 2001 beschlossen und ist seitdem elf Mal geändert worden. Es ersetzte die Polizeiverordnung über das Halten von Hunden vom 16. November 1992 (Brem. GBl. S. 678), zuletzt geändert durch Verordnung vom 5. Juli 2000 (Brem. GBl. S. 297). 

## Inhalt

### Regelungen für gefährliche Hunde
Das HuG BR enthält in erster Linie Regelungen für gefährliche Hunde. 
Nach § 1 Abs. 1 Nrn. 1 und 2 HuG BR gelten Hunde im Einzelfall als gefährlich, wenn mit hoher Wahrscheinlichkeit davon auszugehen ist, dass sie Menschen oder Tiere beißen oder bereits gebissen haben. Das Gleiche gilt für Hunde, die zum Hetzen oder Reißen von Wild oder Vieh neigen. Außerdem begründet insbesondere eine über das natürliche Maß hinausgehende Kampfbereitschaft, Angriffslust und Schärfe die Annahme der Gefährlichkeit (§ 1 Abs. 1 Nr. 3 HuG BR). Nach § 1 Abs. 3 HundeG erfüllen Tiere bestimmter Rassen, wie Pitbull-Terrier, Bullterrier, American Staffordshire-Terrier sowie Staffordshire Bullterrier, diese Voraussetzungen (sog. Rasseliste).
Das Halten der Tiere von der Rasseliste ist nach § 3 Abs. 1 HuG BR grundsätzlich verboten. Ausnahmen gelten zum einen für Tiere, die sich nicht länger als einen Tag in Bremen aufhalten und für gemeinnützige Tierheime (§ 3 Abs. 2 und 3 HuG BR). Zum anderen enthält § 3 Abs. 4 HuG BR Sonderregelungen für Fundtiere, nach dem Tierschutzrecht fortgenommene Hunde, polizeilich sichergestellte Tiere sowie Hunde aus Tierheimen. Dabei muss der künftige Halter die erforderliche Zuverlässigkeit besitzen, mithin insbesondere nicht gravierend strafrechtlich verurteilt und nicht alkohol- oder rauschmittelabhängig sein (§ 3 Abs. 5 HuG BR).
§ 1 Abs. 6 HuG BR sieht vor, dass gefährliche Hunde durch einen Mikrochip zu kennzeichnen sind und der Halter eine Haftpflichtversicherung abzuschließen hat. Gem. § 2 Abs. 1 HuG BR sind diese Tiere außerhalb des befriedeten Besitztums bzw. der Wohnung und in öffentlichen Einrichtungen an der Leine zu führen und müssen dort unter den in § 2 Ans. 2 HuG BR genannten Voraussetzungen (Beißvorfall, erhebliche Verletzung, Tier der Rasseliste) einen beißsicheren Maulkorb tragen; hiervon können für die Tiere aus der Rasseliste Ausnahmen zugelassen werden, wenn eine bestandene Begleithundeprüfung oder ein bestandener Wesenstest nachgewiesen werden (§ 2 Abs. 3 HuG BR). Ferner sind gefährliche Hunde ausbruchssicher unterzubringen (§ 3 Abs. 7 HuG BR).
Dem Halter eines gefährlichen Hundes, der sich als bissig erwiesen hat, soll nach § 4 Abs. 1 Satz 2 HUG BR von der Ortspolizeibehörde die Führung eines Sachkundenachweises auferlegt werden. Außerdem wird in diesem Falle die Zuverlässigkeit des Halters überprüft (§ 4 Abs. 1 Satz 3 HuG BR). Entsprechendes gilt nach § 4 Abs. 1 Satz 4 HuG BR bei Verstößen gegen die obigen Verhaltenspflichten. Wenn schwerwiegende oder wiederholte Verstöße gegen die Vorschriften des HuG BR festzustellen sind, kein Sachkundenachweis vorgelegt wird oder die Zuverlässigkeit des Halters nicht gegeben ist, soll das Halten des gefährlichen Hundes untersagt werden (§ 4 Abs. 4 Satz 2 HuG BR).

### Regelungen für alle Hunde
Wenige Bestimmungen des HuG BR betreffen alle Hundehalter. So kann die Ortspolizeibehörde nach § 4 Abs. 1 Satz 1 HuG BR die Vorlage eines Sachkundenachweises verlangen, wenn Anhaltspunkte für eine fehlende Sachkunde bestehen. Wird der Hund wiederholt entgegen § 5 Abs. 1 HuG BR nicht von einer geeigneten Person geführt, kann zudem die Zuverlässigkeit des Halters überprüft werden (§ 4 Abs. 1 Satz 4 HuG BR). Bestehen Gefahren für das Leben oder die Gesundheit von Menschen oder Tieren und bei Unzuverlässigkeit des Halters kann gemäß § 4 Abs. 6 HuG BR die Haltung von Hunden befristet oder unbefristet untersagt werden.
Läufige Hündinnen sowie alle Hunde beim Zusammenkommen vieler Menschen, etwa in öffentlichen Verkehrsmitteln, Geschäften oder Einkaufszentren, sind an der Leine zu führen (§ 5 Abs. 2 HuG BR). Schließlich müssen Hunde außerhalb des befriedeten Besitztums ein Halsband mit den Daten des Halters tragen (§ 5 Abs. 3 HuG BR). 